# Mroczki Małe
Mroczki Małe [pronunciación en polaco: /ˈmrɔt͡ʂki ˈmawɛ/] es un pueblo ubicado en el distrito administrativo de Gmina Błaszki, dentro del Distrito de Sieradz, Voivodato de Łódź, en Polonia central. Se encuentra aproximadamente a 8 kilómetros (5 mi) al norte de Błaszki, a 27 km (17 mi) al noroeste de Sieradz, y a 73 km (45 mi) al oeste de la capital regional Łódź.
El pueblo tiene una población de 170 habitantes.